# Ingrid Syrstad Engen
Ingrid Syrstad Engen (* 29. April 1998 in Melhus, Norwegen) ist eine norwegische Fußballspielerin, die sowohl im Mittelfeld als auch in der Innenverteidigung spielt. Seit 2018 läuft sie für die norwegische Fußballnationalmannschaft und seit 2021 für den spanischen Serienmeister FC Barcelona auf.

## Karriere

### Vereine
Engen spielte ab 2014 für den norwegischen Erstligisten Trondheims-Ørn, zunächst in der U-19- und zweiten Mannschaft in der 2. Division, aber ab Juni auch in der 1. Mannschaft in der Toppserien. In der Tabelle kam der Verein nicht über einen Mittelfeldplatz hinaus. Zur Saison 2018 wechselte sie zum Meister Lillestrøm SK Kvinner. Mit Lillestrøm konnte sie 2018 die norwegische Meisterschaft und den norwegischen Fußballpokal gewinnen. Für Lillestrøm spielte sie auch erstmals in der UEFA Women’s Champions League 2018/19, wo Lillestrøm gegen die Frauen des FC Barcelona im Viertelfinale zweimal verlor. Zur Saison 2019/20 wechselte sie zum deutschen Meister VfL Wolfsburg. Mit Wolfsburg gewann sie in ihrer ersten Saison das Double und erreichte das Finale der Champions League, das aber gegen Titelverteidiger Olympique Lyon verloren wurde. Beim 9:1-Sieg im Viertelfinale gegen Glasgow City FC erzielte sie ihre ersten beiden CL-Tore.
Seit September 2021 spielt sie für Champions-League-Sieger FC Barcelona in der Primera División. In der UEFA Women’s Champions League 2021/22 kam sie in der erstmals ausgetragenen Gruppenphase in fünf Spielen zum Einsatz und erzielte ein Tor. Mit sechs Siegen erreichten die Titelverteidigerinnen als Gruppensieger das Viertelfinale, wo sie auf Real Madrid trafen und mit 5:2 und 3:1 gewannen. Im Halbfinale traf sie mit Barca auf ihren vorherigen Verein. Nach einem 5:1-Heimsieg konnten sie eine 0:2-Niederlage in Wolfsburg verkraften um erneut ins Finale einzuziehen. Dieses verloren ihre Mitspielerinnen ohne sie mit 1:3 gegen Rekordsieger Lyon. Für die Gruppenphase der UEFA Women’s Champions League 2022/23 war Barca direkt qualifiziert und setzte sich mit fünf Siegen und nur einer 1:3-Niederlage gegen Bayern München dank des 3:0-Hinspielsieges als Gruppensieger durch.

### Nationalmannschaft

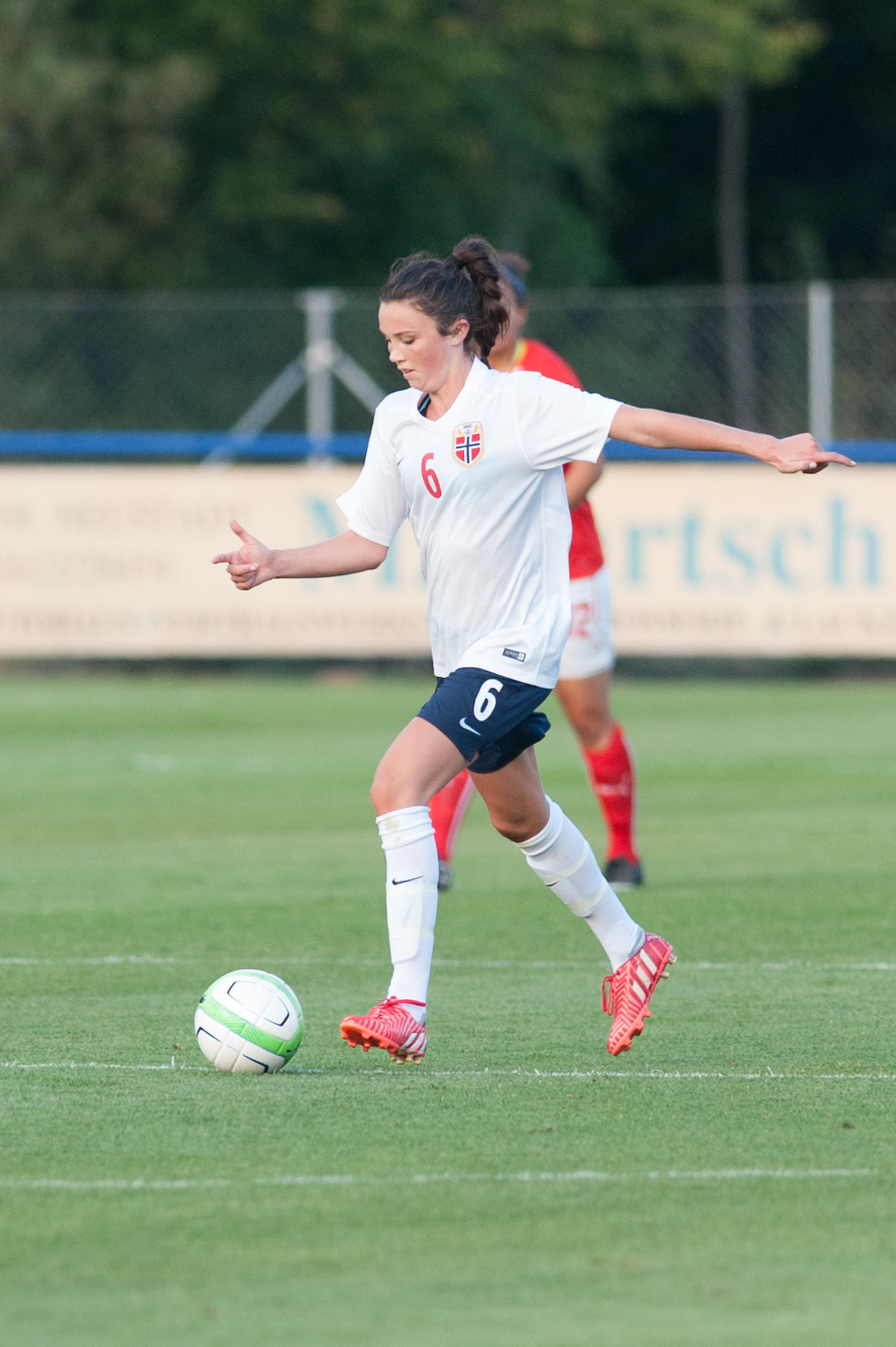
Engen im Dress der U19 im August 2015

Engen nahm im Juni 2015 an der U17-EM teil, bei der Norwegen aber in der Gruppenphase ausschied. Ein Jahr später nahm sie mit der U19-Nationalmannschaft an der Europameisterschaft 2016 in der Slowakei teil, schied aber auch dort als Gruppendritte aus. Sie nahm dann auch noch an den beiden Qualifikationsrunden zur Europameisterschaft 2017 teil, die Norwegerinnen konnten sich aber für diese trotz Heimvorteil in der Eliterunde nicht qualifizieren. Danach bestritt sie noch vier Spiele mit der U23-Nationalmannschaft.
Am 28. Februar 2018 kam sie im ersten Gruppenspiel im Turnier um den Algarve-Cup 2018 zwei Monate vor ihrem 20. Geburtstag zu ihrem ersten A-Länderspiel beim 3:4 gegen Australien. Sie wurde beim Stand von 1:3 zur zweiten Halbzeit eingewechselt. Zwei Tage später gehörte sie beim 2:0 gegen China der Startelf an und erzielte das erste Tor. Im dritten Gruppenspiel, in dem die Norwegerinnen erstmals gegen Portugal verloren, kam sie nicht zum Einsatz. Sie stand dann aber im Spiel um Platz 7 in der Startelf. Das Spiel gegen Südkorea wurde aber nach der Halbzeitpause wegen Unwetter abgebrochen und nicht fortgesetzt. Es wird daher nicht in ihrer Länderspielstatistik gezählt. Danach wurde sie noch in fünf Qualifikationsspielen für die WM 2019 eingesetzt. Dabei erzielte sie im letzten und entscheidenden Spiel um den Gruppensieg gegen Europameister Niederlande das erste Tor zum 2:1-Sieg. Auch in den nächsten Spielen wurde sie eingesetzt und erreichte ihren ersten Turniererfolg im Turnier um den Algarve-Cup 2019. Am 2. Mai wurde sie für die WM 2019 nominiert. Bei der WM kam sie in den fünf Spielen der Norwegerinnen zum Einsatz. Durch eine 0:3-Niederlage gegen England im Viertelfinale schied sie mit ihrer Mannschaft aus und verpasste damit auch das olympische Fußballturnier 2020.
In der Qualifikation für die EM 2022 wurde sie in allen sechs Spielen der Norwegerinnen eingesetzt und erzielte drei Tore. Da sie nach den sechs Spielen qualifiziert waren, fanden die letzten beiden Spiele, die wegen der COVID-19-Pandemie mehrfach verschoben worden waren und die keinen Einfluss mehr auf die übrige Qualifikation hatten, nicht mehr statt. In den ersten sechs Spielen der Qualifikation für die WM 2023 wurde sie immer eingesetzt, erzielte ein Tor und war Spielführerin in den beiden Spielen im November 2021.
Am 7. Juni 2022 wurde sie für die EM-Endrunde nominiert. Sie wurde in allen drei Gruppenspielen eingesetzt, die mit einem 4:1-Sieg gegen EM-Neuling Nordirland begannen. Danach mussten sie gegen England mit 0:8 die höchste Niederlage ihrer Länderspielgeschichte hinnehmen. Durch eine 0:1-Niederlage, die erste überhaupt gegen Österreich, verpassten sie als Gruppendritte die K.-o.-Runde.
Sie kam auch im ersten Spiel nach der EM, dem entscheidenden Spiel um den Gruppensieg in der Qualifikation für die WM 2023 gegen Belgien zum Einsatz, das mit 1:0 gewonnen wurde, womit sich die Norwegerinnen für die WM qualifizierten.
Am 19. Juni 2023 wurde sie für die WM-Endrunde nominiert, wurde in jedem der vier Spiele ihres Teams eingesetzt und schied mit der Mannschaft im Achtelfinale gegen die Japanerinnen aus.
Am 16. Juni 2025 wurde sie für die Endrunde der EM 2025 nominiert. Sie kam dreimal zum Einsatz und wurde nur im dritten Gruppenspiel nicht eingesetzt als einige Stammspielerinnen geschont wurden, da die Norwegerinnen nach zwei gewonnenen Spielen bereits für das Achtelfinale qualifiziert waren. In diesem schieden sie gegen Italien durch ein Last-Minute-Gegentor aus.

## Erfolge

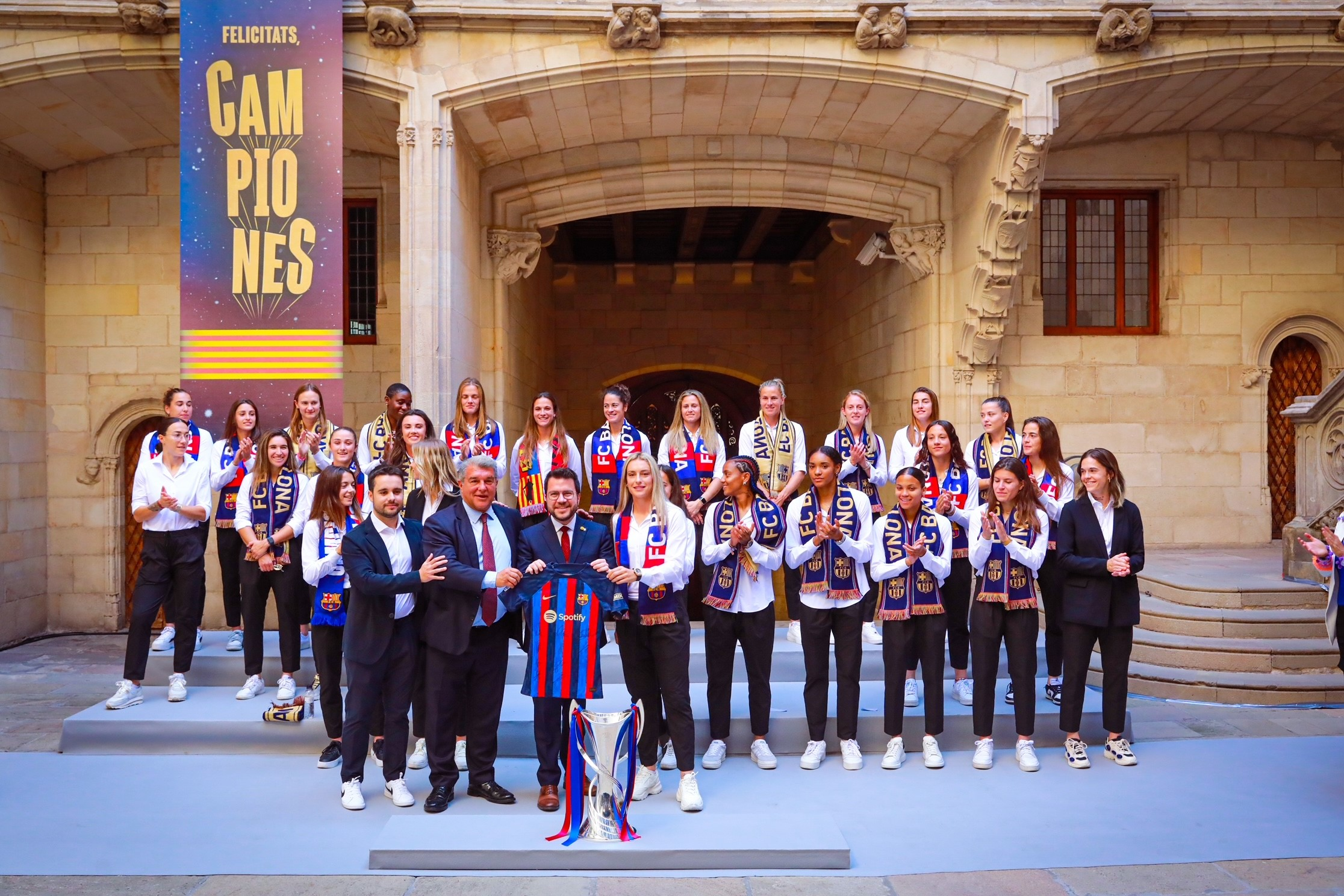
Die Spielerinnen des FC Barcelona nach dem Gewinn der UEFA Women’s Champions League 2022/23

- Norwegischer Meister 2018 (Lillestrøm SK Kvinner)[9]
- Norwegischer Pokalsieger 2018 (Lillestrøm SK Kvinner)[10]
- Algarve-Cup Sieger 2019
- Deutscher Meister 2020 (VfL Wolfsburg)
- DFB-Pokal: 2020, 2021 (VfL Wolfsburg)
- Spanische Meisterschaft 2021/22 und 2022/23
- Spanische Pokalsiegerin 2021/22
- Spanische Superpokalsiegerin 2021/22, 2022/23
- UEFA Women’s Champions League: 2023[11] (FC Barcelona)